# Schedorhinotermes pyricephalus
Schedorhinotermes pyricephalus es una especie de termita subterránea del género Schedorhinotermes, de la familia Rhinotermitidae, orden Blattodea.

## Distribución
Se distribuye por China: en Yunnan.

## Taxonomía
Fue descrita por Xia & He en 1980.
Tratamiento taxonómico
La especie aparece registrada y publicada en A study on the Chinese Schedorhinotermes with description of new species (Isoptera: Rhinotermitidae). Contributions from Shanghai Institute of Entomology, 1, 175–181.